# Марьевка (Магдалиновский район)
Ма́рьевка (укр. Мар'ївка) — село,
Марьевский сельский совет,
Магдалиновский район,
Днепропетровская область,
Украина.
Код КОАТУУ — 1222384501. Население по переписи 2001 года составляло 605 человек.
Является административным центром Марьевского сельского совета, в который, кроме того, входят сёла
Оляновка и
Трудолюбовка.

## Географическое положение
Село Марьевка находится в 25 км к юго-востоку от районного центра и в 5 км от железнодорожного разъезда 137 на линии Новомосковск — Красноград, в 2-х км от села Тарасовка,
в 2,5 км от села Оляновка, .
По селу протекает пересыхающий ручей с запрудой.

## История
- Село Марьевка основано недалеко от речки Кильчень в конце XVIII века. Первыми поселенцами были беженцы от польской шляхты и татар.

## Экономика
- «Украина», сельскохозяйственный кооператив.

## Объекты социальной сферы
- Школа I—II ст.
- Детский сад.
- Дом культуры.
- Фельдшерско-акушерский пункт.

## Религия
- Свято-Иосифовский женский монастырь.